# Sieć (film)
Sieć (ang. Network) – amerykański film fabularny z 1976 roku w reżyserii Sidneya Lumeta.
Film obnaża mechanizmy działania mediów, w których zysk i oglądalność usprawiedliwiają wszelkie matactwa i nieprawości.

## Obsada
| Aktor/aktorka     | Postać              |
| ----------------- | ------------------- |
| Faye Dunaway      | Diana Christensen   |
| William Holden    | Max Schumacher      |
| Peter Finch       | Howard Beale        |
| Robert Duvall     | Frank Hackett       |
| Wesley Addy       | Nelson Chaney       |
| Ned Beatty        | Arthur Jensen       |
| Beatrice Straight | Louise Schumacher   |
| Lane Smith        | Robert McDonough    |
| Marlene Warfield  | Laureen Hobbs       |
| Conchata Ferrell  | Barbara Schlesinger |
| Lance Henriksen   | prawnik sieci       |

## Opis fabuły
Fabuła Sieci ukazuje fikcyjną stację telewizyjną United Broadcasting System. Robiący bokami koncern zamierza zmienić wieloletniego prezentera wieczornych wiadomości, dla którego zwolnienie jest wielkim ciosem. Postanawia zrobić wielkie wyjście i ogłasza w swoim ostatnim dzienniku, że popełni samobójstwo. Program zostaje przerwany, ale okazuje się, że skandal podbija oglądalność. Zapada decyzja, aby przywrócić prezentera do pracy. Wraca przed kamery, ale zamiast relacjonować bieżące wydarzenia, gromi w kaznodziejskim tonie wszelkie wady i przywary Ameryki. Jego popularność wzrasta, a on staje się sumieniem społeczeństwa. Po pewnym czasie jednak szalony prezenter i jego wynurzenia zaczynają nudzić widzów i oglądalność ponownie spada. Kierownictwo stacji bez skrupułów wykorzysta także tę okazję, by się go pozbyć i jeszcze na tym dobrze zarobić. Wskaźniki oglądalności ponad wszystko.

## Nagrody
Film został nagrodzony 4 Oscarami: za najlepszy scenariusz, żeńską rolę pierwszoplanową (Faye Dunaway) i drugoplanową (Beatrice Straight) oraz pierwszoplanową rolę męską (Peter Finch, nagroda przyznana pośmiertnie).